# جنيفر سكرين
جنيفر سكرين (بالإنجليزية: Jennifer Screen) مواليد 26 فبراير 1982 في نيوكاسل، هي لاعبة كرة سلة أسترالية. مثلت منتخب بلادها. شاركت في دورة الألعاب الأولمبية الصيفية سنة 2008. حققت المركز الأول في كأس العالم لكرة السلة للسيدات 2006.

## الميداليات
| الميدالية | المسابقة                                            |
| --------- | --------------------------------------------------- |
| فضية      | منافسات كرة السلة في الألعاب الأولمبية الصيفية 2008 |
| برونزية   | الألعاب الأولمبية الصيفية 2012                      |
| ذهبية     | كأس العالم لكرة السلة للسيدات 2006                  |

## روابط خارجية
- جنيفر سكرين على موقع الاتحاد الدولي لكرة السلة (الإنجليزية)
- جنيفر سكرين على موقع كرة السلة الأوروبية.كوم (الإنجليزية)
- جنيفر سكرين على موقع سبورتس رفرنس (الإنجليزية)
- جنيفر سكرين على موقع أوليمبيديا (الإنجليزية)
- جنيفر سكرين على موقع اللجنة الأولمبية الأسترالية (الإنجليزية)